# 41 Cooper Square
Il 41 Cooper Square è un edificio situato a New York progettato dall'architetto Thom Mayne di Morphosis, che ospita un centro accademico di nove piani.

## Descrizione
L'edificio occupa una superficie di 16.300 m2 e ospita la scuola di ingegneria Albert Nerken con spazi aggiuntivi per i dipartimenti umanistici, artistici e dell'architettura. All'interno della struttura c'è anche una galleria espositiva, un auditorium e aree commerciali al piano terra. L'edificio è situato nel sito in cui si trova la scuola d'arte Abram Hewitt. La costruzione dell'edificio è iniziata nel 2006 e completata nel settembre 2009.